# Дугал III (король Островов)

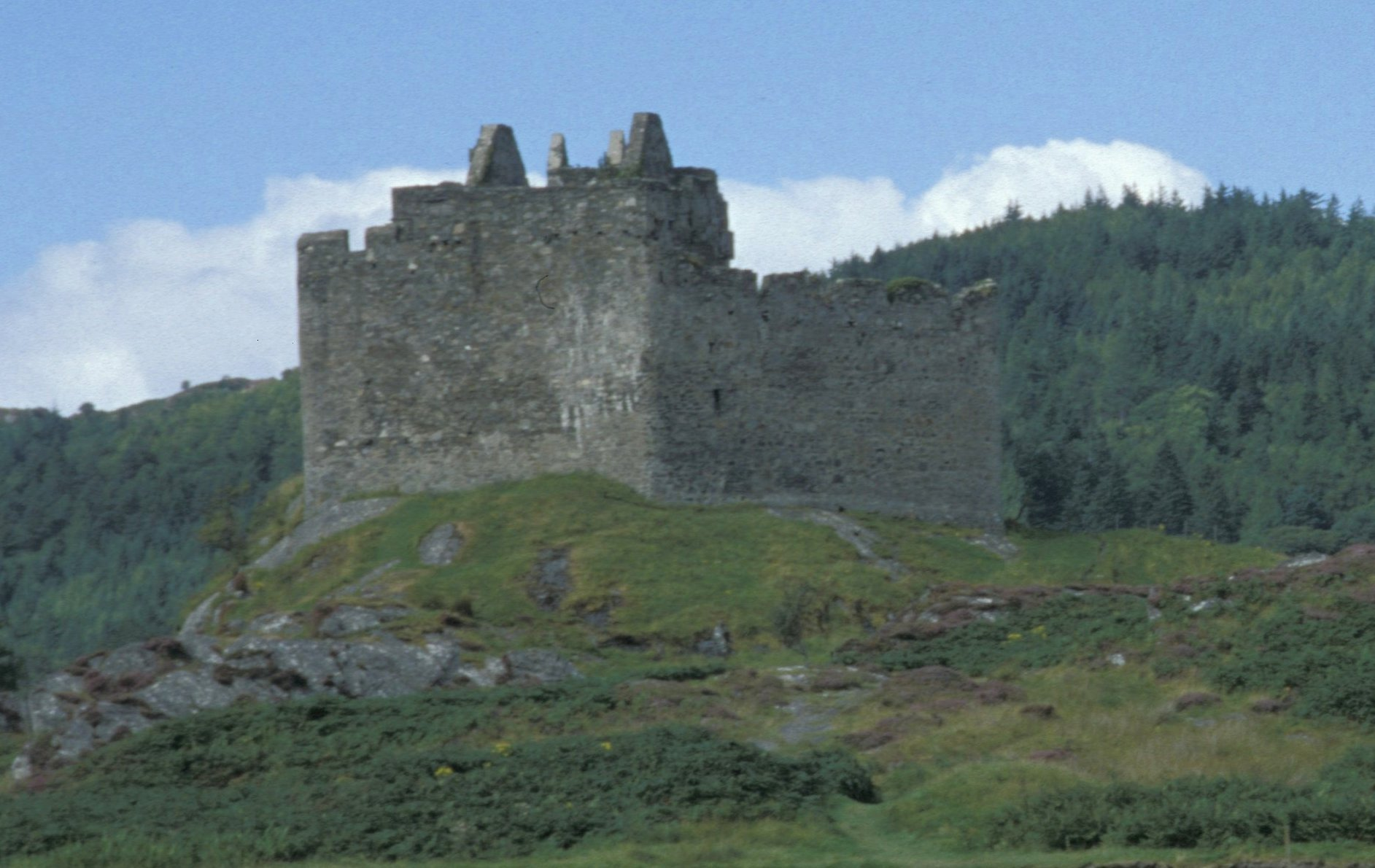
Замок Тиорам, построенный Дугалом III

Дугал III (гэльск. Dugald) — правитель Гарморана (с 1240-х) и король Островов в 1249—1266 годах из рода Макруаири.

## Биография
Дугал был сыном Руаири, правителя Гарморана и северной части Гебридских островов в 1209—1240-х годах. Следуя политике своего отца, Дугал на протяжении всей своей жизни ориентировался на Норвегию против Шотландии. В 1248 году он предпринял поездку в Берген и принёс оммаж норвежскому королю Хокону IV за свои владения. Однако титул короля Островов получил не он, а его двоюродный брат Юэн Макдугалл. Но уже в 1249 году в Аргайл вторгся шотландский король Александр II, который изгнал Юэна. Это позволило Дугалу III принять титул короля.
В 1250-х годах Дугал активно участвовал в политической борьбе в Ирландии, совершая нападения на английские владения и суда и поддерживая гэльское движение на острове. В 1259 году дочь Дугала вышла замуж за Эйда мак Фелима О’Коннора, ирландского короля Коннахта, закрепив тем самым союз двух гэльских королевств против англичан. Такая политика резко контрастировала с политикой Юэна Макдугалла, конкурента Дугала III на престоле королевства Островов, ориентировавшегося на Шотландию и Англию.
Дугал оставался верен Норвегии на протяжении всей его жизни. Когда в 1263 году на Гебриды прибыл флот Хокона IV для восстановления норвежской власти в регионе, Дугал одним из первых правителей западного побережья Шотландии присоединился к норвежским войскам. Отряд под командованием Дугала участвовал в кампаниях норвежцев в Кинтайре и во вторжении в Леннокс. Однако в начале октября 1263 года Хокон IV был разбит шотландцами в битве при Ларгсе и вернулся на родину. Перед отплытием Хокон IV утвердил Дугала III в титуле короля Островов. Но власть Дугала над государством Сомерледа оказалась недолгой: уже в 1264 году в Аргайл вторглась шотландская армия, на престоле был восстановлен Юэн Макдугал, принявший сторону шотландского короля. В ответ Дугал III предпринял поход в Кейтнесс, разорив королевские земли и истребив множество шотландцев. К 1265 году относятся ирландские свидетельства об успехах флота Дугала в борьбе против шотландских кораблей. Однако силы были не равны: в 1266 году согласно Пертскому договору Норвегия уступила Гебридские острова Шотландии.
В 1268 году Дугал III скончался. В ирландских анналах до конца своей жизни он фигурирует как король Островов и Аргайла (старо-ирл. rí Innse Gall & Airer Goidel). Он имел лишь одного сына, Эрика, который также принимал участие в норвежском походе 1263 года. Точно не известно, кто наследовал Дугалу в Гарморане, однако более вероятно, что это был его брат Алан, более лояльно относящийся к Шотландии, чем сын Эрик.